# Apium bermejoi
Apium bermejoi е вид растение от семейство Сенникови (Apiaceae). Видът е критично застрашен от изчезване.

## Разпространение
Разпространен е в Испания.